# 3 (bài hát của Britney Spears)
"3" là một bài hát của nữ ca sĩ người Mỹ Britney Spears nằm trong album tuyển tập thứ hai của cô, The Singles Collection (2009). Ca khúc này được sáng tác và sản xuất bởi Max Martin và Shellback, riêng Tiffany Amber thì phụ trách bổ sung thêm ở phần sáng tác. Hãng đĩa Jive Records phát hành "3" làm đĩa đơn duy nhất của The Singles Collection vào ngày 29 tháng 9 năm 2009. Về phần nhạc, đây là một bài hát electropop tiết tấu nhanh mang giai điệu bassline và được phối khí bằng nhạc cụ synthesizer nặng nề. Phần lời kể về mối quan hệ tình dục ba người bằng cách gợi nhắc đến bộ ba ca sĩ dân gian Mỹ Peter, Paul and Mary trong phần điệp khúc làm từ lóng tình dục.
Nhiều nhà phê bình âm nhạc đương thời đã để lại những nhận xét tích cực cho "3". Một số cây bút bảo rằng đây là một bài hát chuẩn kinh điển của Spears. Đĩa đơn đạt thành công về mặt thương mại khi vươn lên vị trí đầu bảng xếp hạng ở Hoa Kỳ và Canada, cũng như đạt top 10 ở nhiều quốc gia trên thế giới như Úc, Phần Lan, Na Uy, Thụy Điển và Anh Quốc. Tại Hoa Kỳ, "3" ra mắt ở vị trí số một trên bảng xếp hạng Billboard Hot 100, trở thành đĩa đơn quán quân thứ ba của Spears ở quốc gia này.
Video âm nhạc của "3" do Diane Martel, với nội dung chỉ bao gồm các cảnh quay Spears và những vũ công của cô nhảy múa đầy khêu gợi và đùa chơi ở hai tông màu xen kẽ giữa trắng đen và tự nhiên. Phong cách đơn giản đó đã giúp MV nhận về những đón nhận tích cực từ giới chuyên môn. Phiên bản của đạo diễn bị rò rỉ vào ngày 15 tháng 12 năm 2009. Spears từng biểu diễn "3" trong hai chuyến lưu diễn Femme Fatale Tour (2011) và Britney: Piece of Me (2013–2016).

## Bối cảnh
Tháng 7 năm 2009, Spears xác nhận trên Twitter rằng cô bắt đầu thu âm bài hát mới cùng nhạc sĩ sáng tác và nhà sản xuất âm nhạc người Thụy Điển Max Martin. Lúc đó, nữ ca sĩ vẫn còn đang thực hiện lưu diễn The Circus Starring Britney Spears tại chặng châu Âu. Spears và Martin được nhiều người biết đến nhờ vào hợp tác lâu năm kể từ bản hit lớn "...Baby One More Time" (1998). Max Martin và Shellback phụ trách sáng tác và sản xuất "3", riêng Tiffany Amber thì bổ sung thêm ở phần sáng tác. Spears thu âm bài hát cùng các nhà sản xuất tại Maratone Studios. John Hanes thực hiện công việc biên tập giọng hát của Spears và Serban Ghenea phối trộn "3" tại MixStar Studios ở Virginia Beach, Virginia. Đến ngày 23 tháng 9 năm 2009, Jive Records thông báo ngày phát hành album tuyển tập mang tên The Singles Collection trên website chính thức của Spears nhằm kỷ niệm mười năm nữ ca sĩ hoạt động trong ngành công nghiệp âm nhạc, cũng như ngày phát hành "3" làm đĩa đơn mở đường trích từ album. Ảnh bìa của đĩa đơn thì được công bố trên website chính thức của Spears vào ngày 28 tháng 9. "3" được gửi lên các đài phát thanh kể từ ngày 29 tháng 9, và lên kệ dưới định dạng tải kỹ thuật số vào ngày 2 tháng 10 năm 2009.

## Nhạc và lời
"3" là một bài hát thuộc thể loại electropop và dance pop, với mở đầu bằng âm thanh đàn tổng hợp synthesizer và sử dụng hiệu ứng Auto-Tune giọng hát. Bài hát sử dụng tiến trình hợp âm cơ bản là Fm–E♭–B♭m–Fm. Quãng giọng hát của Spears nằm trong khoảng từ C4 đến C5. Trong đoạn bridge middle eight, tiết tấu bài hát trở nên chậm rãi nhờ vào giai điệu từ nhạc cụ kéo dây synth và trống bass. Kết đoạn bridge là một đoạn nhịp tương tự như four on the floor từng phổ biến một thời ở dòng nhạc disco thập niên 1970.
Lời bài hát của "3" kể về mối quan hệ tình dục ba người. Không như "If U Seek Amy", bài hát này không dùng lộng ngữ mà thể hiện ý nghĩa thẳng thắn hơn. Trong phần lời còn có những câu hát bóng gió chẳng hạn như "Merrier the more, triple fun that way", được Rolling Stone cảm nhận giống như các bài hát trong album Dirty Mind (1980) của Prince. Đoạn điệp khúc của "3" thì được Digital Spy so sánh với "tiếng reo hò ở sân chơi" và kết lại bằng tiếng thở dài "đầy ham muốn kinh điển" của Spears. Ở phần thứ hai của điệp khúc có nhắc đến nhóm nhạc dân ca Peter, Paul & Mary. Nhà báo Todd Martens bên Los Angeles Times cho rằng đây là "điểm kỳ cục nhất của bài hát."

## Đánh giá chuyên môn
"3" nhận về những đánh giá tích cực từ giới phê bình âm nhạc đương thời. Cây viết Monica Herrera của tạp chí Billboard nhận xét rằng bài hát "được xây dựng bằng âm bass đập mạnh dữ dội đến tột đỉnh khiến cho người hâm mộ muốn tập hợp kéo lên sàn nhảy" và đây "sẽ là cú hích mới của một ca sĩ xúi giục bằng nhạc pop". Daniel Kreps viết cho Rolling Stone bản online vừa tán dương giai điệu tiết tấu nhanh cùng với ca từ sinh động của "3" vừa so sánh với ca khúc gần nhất của Flo Rida khi đó. Anh nhận định "3" rõ ràng là "một bản nhạc sàn sôi động bốc lửa còn hơn bất cứ những bài hát nào mà Brit từng nhồi nhét vào Blackout hoặc Circus". Ở bản in ấn, tạp chí đã chấm ca khúc bốn sao và gọi đây là "bài hát kinh điển tức thời của Britney". Clark Collis trực thuộc Entertainment Weekly đánh giá "3" mang "chất giọng của một robot nữ nhưng kèm theo tính cách điên cuồng trên sàn nhảy gần giống như bị động kinh".
Trên nhật báo Los Angeles Times, Todd Martens nhận xét phần khí nhạc của "3" đã "tôn bài hát lên tầm cao so với những sản phẩm nhạc dance thông thường" và bảo rằng giọng hát của Spears nghe có vẻ "ngọt ngào chung chung". Ở bài đánh giá The Singles Collection, Stephen Thomas Erlewine biên tập cho AllMusic khen ngợi "3" rằng bài hát "còn hay hơn ba bài hát mới toanh từ My Prerogative". Bill Lamb từ About.com bảo rằng mặc dù ca từ gây tranh cãi nhưng "mấu chốt thực chất đây chính là một bản pop đánh bại bất cứ ca khúc nào khác trên đài phát thanh đại chúng ngày nay". Anh gọi "3" là bản nhạc "Britney kinh điển" và bày tỏ tâm đắc phần điệp khúc lẫn phần giữa của bài hát. Lamb so sánh ca khúc với "Celebration" của Madonna vì về phần nhạc "tuy chẳng có gì đặc biệt mới mẻ nhưng [hai bài hát đó] lại bao gọn nhiều yếu tố để biến một ca sĩ trở thành một ngôi sao". A.J. Mayers đến từ MTV News chọn "3" là bài hát xuất sắc thứ tám của năm 2009.

## Diễn biến thương mại
Tại Hoa Kỳ, "3" lọt vào bảng xếp hạng Billboard Bubbling Under Hot 100 ở vị trí 14. Bài hát còn trở thành ca khúc thứ 24 của Spears ra mắt bên bảng xếp hạng Pop Airplay ở vị trí 38, nhiều nhất so với bất cứ nghệ sĩ nào tại thời điểm đó. Sang tuần lễ ngày 24 tháng 10 năm 2009, "3" xuất hiện ngay vị trí quán quân trên bảng xếp hạng Billboard Hot 100, trở thành đĩa đơn quán quân thứ ba của Spears tại Hoa Kỳ và phá nhiều kỷ lục bảng xếp hạng. Spears là nghệ sĩ đầu tiên sau ba năm đạt được vị trí quán quân và là nghệ sĩ duy nhất không phải là American Idol lập được thành tích này sau mười một năm. "3" là ca khúc thứ 15 trong lịch sử bảng xếp hạng ra mắt ở vị trí số một cũng như là bài hát có tiêu đề ngắn nhất xuyên suốt lịch sử bảng xếp hạng Billboard Hot 100 vươn lên vị trí đó. Bài hát còn đạt hạng nhất ở Billboard Digital Songs nhờ vào tổng số lượt tải nhạc là 255.000 trong tuần đầu và nhiều nhất so với bất cứ bài nào tính từ "Boom Boom Pow" của The Black Eyed Peas vào tháng 4 năm 2009. Tính đến tháng 10 năm 2015, "3" đã bán được 2,4 triệu bản tải nhạc số tại Hoa Kỳ theo thống kê của Nielsen SoundScan. Đây còn là ca khúc bán chạy thứ tư của cô ở quốc gia này.
Phía bên Canada, "3" ra mắt ở vị trí thứ 86 trên bảng xếp hạng Canadian Hot 100 ngày 17 tháng 10 năm 2009 và nhảy vọt lên hạng một vào tuần sau, trở thành cú nhảy vọt lớn nhất lịch sử bảng xếp hạng quốc gia này. Đĩa đơn đạt chứng nhận Bạch kim kép từ Music Canada nhờ doanh số trên 80.000 bản. "3" góp mặt tại vị trí 50 trên bảng xếp hạng ARIA Charts ngày 18 tháng 10 năm 2009. Ca khúc vươn lên vị trí cao nhất là hạng 6 vào ngày 1 tháng 11 năm 2009. Hiệp hội Công nghiệp ghi âm Úc (ARIA) chứng nhận cho "3" đĩa Bạch kim với doanh số đạt trên 70.000 bản tiêu thụ. Phía bên New Zealand, ca khúc ra mắt ở hạng 16. Đến tuần thứ năm trụ hạng, "3" đạt hạng cao nhất ở thứ 12. Tại bảng xếp hạng UK Singles Chart của Anh Quốc, "3" ra mắt ở hạng 7 trong tuần từ ngày 15 tháng 11 năm 2009. Bài hát đã thu về doanh số rơi vào 145.000 lượt tiêu thụ tính đến tháng 10 năm 2010. "3" còn đạt thành công thương mại ở nhiều nước châu Âu như vươn lên hạng 10 tại Bỉ (Wallonie), Cộng hòa Séc, Phần Lan, Na Uy, Thụy Điển và đạt top 20 tại Áo, Bỉ (Vlaanderen) và Đan Mạch.

## Video âm nhạc
Video âm nhạc của "3" được thực hiện khoảng đầu tháng 10 năm 2009 tại thành phố Los Angeles, California. Diane Martel phụ trách đạo diễn MV, còn Tone & Rich thì đảm nhận biên đạo múa. Ngày 15 tháng 10 năm 2009, Spears đăng tải loạt hình nhá hàng cho video "3" lên mạng xã hội. Kế đến là hàng loạt những quảng bá đếm ngược thời gian bằng hình ảnh và video xem trước trên trang web chính thức của Spears. Cuối cùng, ngày phát hành video âm nhạc của "3" được ấn định là vào 30 tháng 10 năm 2009. Khi được tạp chí Life & Style phỏng vấn về quá trình làm việc cho MV "3", Martel bảo rằng mọi thứ đều rất đơn giản và về mặt hình ảnh thì các cảnh quay đều tập trung về phía Spears. Cô cho rằng "3" là một trong những video âm nhạc gợi cảm của Spears nhờ vào yếu tố mạnh mẽ và vui nhộn. Ngoài ra, Martel còn hợp tác chặt chẽ với Spears trong việc lựa chọn trang phục trình diễn, bộ tóc và trang điểm.
Video âm nhạc bắt đầu bằng cảnh Spears mặc váy đen lấp lánh ngồi bên bàn trang điểm. Nữ ca sĩ tô mascara lên khóe mắt và thoa nước hoa Circus Fantasy lên người của cô. Sau đó là cảnh Spears đứng ở phông nền trắng, đưa hai tay lên cầm tóc và cô hát những dòng lời đầu tiên. Kế đến là cảnh trắng đen cô mặc áo leotard trắng phía sau lớp kính phủ hơi sương. Spears khiêu vũ trước bốn vũ công nữ mặc đồ một mảnh màu đen và đu trên xà ngang. MV "3" đã bị chỉnh sửa kiểm duyệt ở trước điệp khúc, thay chữ "sin" thành chữ "this". Trong đoạn điệp khúc, Spears nhảy cùng sáu vũ công nam ở phông nền trắng với những ánh đèn trang trí giống như barcode. Ở những đoạn sau còn cho thấy nữ ca sĩ làm động tác khêu gợi với hai vũ công nam. Ở phần bridge là hiệu ứng chuyển cảnh cận mặt Spears liên tục và kết lại phân đoạn bằng nụ cười bụm môi của cô. Video kết thúc bằng cảnh Spears khiêu vũ với những vũ công và cảnh cận mặt cô nhìn chằm chằm máy quay.
Daniel Kreps từ Rolling Stone so sánh video âm nhạc của "3" với "Single Ladies (Put a Ring on It)" và khen ngợi phần vũ đạo rằng chưa bao giờ Spears trình diễn đầy quyết đoán kể từ thời In the Zone. Bradley Stern từ website MuuMuse cảm thấy phần vũ đạo và trang phục trình diễn của các vũ công lại có nét giống với video "Feedback" của Janet Jackson. Cây bút Jocelyn Vena từ trang MTV News để lại phần đánh giá tích cực cho MV "3" và bảo rằng đây là "một clip sexy và tiến độ nhanh" gồm "một số giây phút trong video cho thấy cá tính của Britney tỏa sáng". Cô phát biểu thêm rằng nữ ca sĩ đã "cười trước lời bài hát đùa bỡn của ca khúc, nhất là khi cô ấy hát xong đoạn bridge của bài hát." Tanner Stransky đến từ Entertainment Weekly tuy tán tụng video âm nhạc về mặt lựa chọn trang phục nhưng lại bảo rằng video còn lơ thơ và đặt câu hỏi "đĩa đơn vốn dĩ chẳng có gì ngoài sự nhàm chán ghép thêm ý tưởng ménage à trois nực cười rồi, thế thì tại sao video lại không sâu sắc hơn?".
Ngày 15 tháng 12 năm 2009, phiên bản video âm nhạc "3" của đạo diễn bị rò rỉ trên mạng. Kreps nhận xét rằng bản mới này "bổ sung thêm một số chỉnh sửa để video đậm chất dance của Martel thêm NSFW một chút và dường như đồng điệu hơn về phần nhạc, đối nghịch với phiên bản gốc được quay và chỉnh sửa gấp rút vài ngày chỉ để phù hợp với thời điểm phát hành The Singles Collection".

## Biểu diễn trực tiếp và hát lại

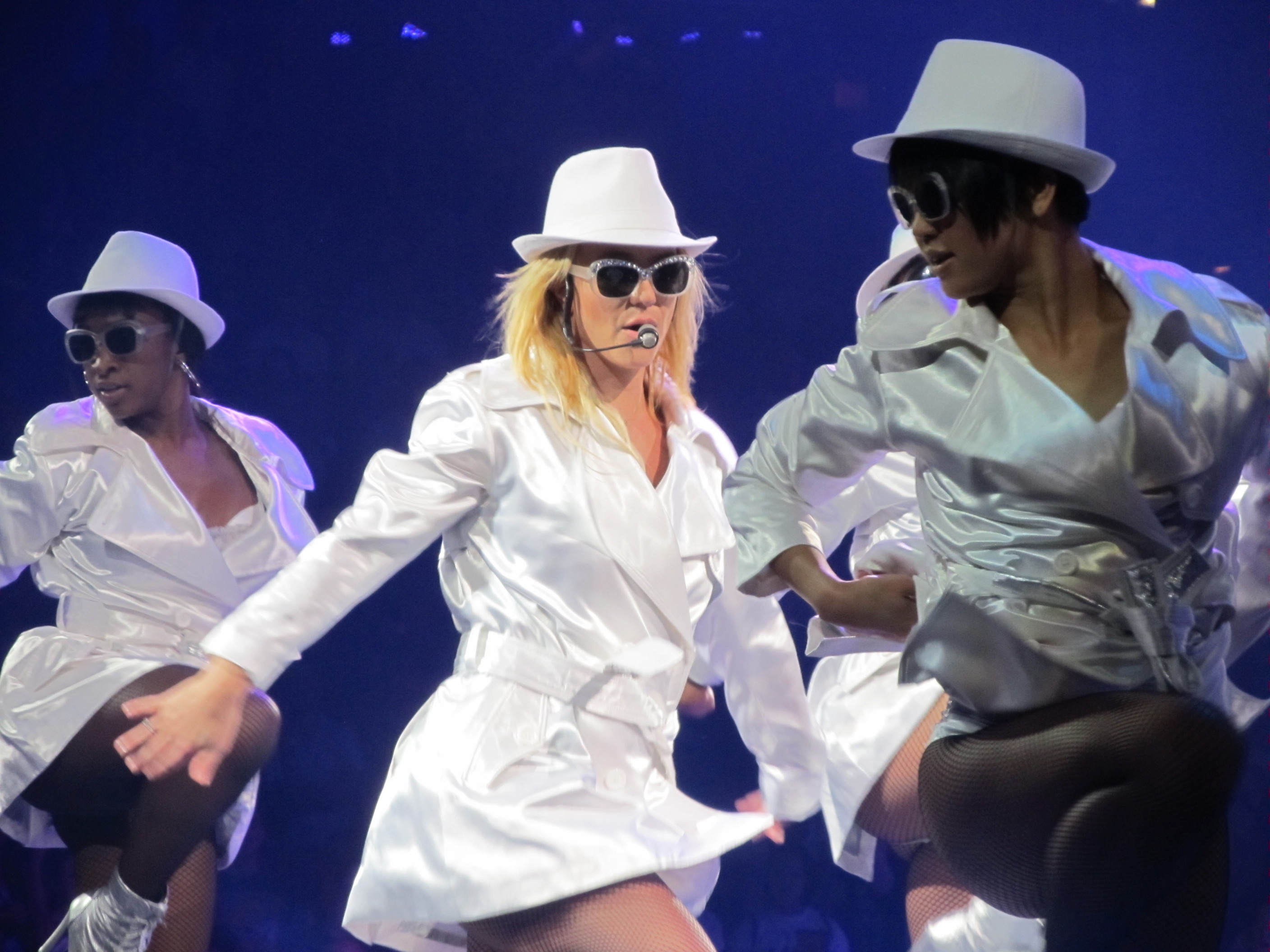
Spears biểu diễn "3" ở chuyến lưu diễn Femme Fatale Tour (2011).

Ngày 25 tháng 3 năm 2011, Spears biểu diễn cho một chương trình đặc biệt ở Rain Nightclub tại Las Vegas. Danh sách tiết mục gồm ba bài hát trong album thứ bảy Femme Fatale của cô: "Hold It Against Me", "Big Fat Bass" và "Till the World Ends". Trong lúc biểu diễn "Big Fat Bass", âm thanh của "3" cất lên bên cạnh những bài cũ như "Womanizer", "Gimme More" và "I'm a Slave 4 U". Trong các ngày 27 và 29 tháng 3, "Big Fat Bass" được diễn tại Bill Graham Civic Auditorium chiếu trên Good Morning America và Jimmy Kimmel Live!. Hai hôm đó cũng sử dụng yếu tố âm thanh "3".
"3" được trình diễn lần đầu và đầy đủ tại Femme Fatale Tour (2011). Sau "Up n' Down", Spears đội nón fedora trắng rồi mặc áo khoác dài. Cô biểu diễn bài hát với các vũ công nữ mặc cùng trang phục với cô. Shirley Halperin từ The Hollywood Reporter gọi đó là một trong tiết mục xuất sắc nhất tại Femme Fatale Tour cùng với "Piece of Me" và "Don't Let Me Be the Last to Know". Cô bảo rằng là "đủ buồn cười, các tiết mục đó thuộc dạng ít màu mè nhất." Rick Florino viết cho Artistdirect bảo rằng "'3' mở đường cho việc hát theo thần tượng mãnh liệt" và cho biết thêm rằng tiết mục "đã thể hiện nên ý tưởng phim noir của Femme Fatale Tour. Tuy nhiên, cô ấy đã xây dựng một kiểu không gian mà vẻ đẹp tao nhã của bộ phim L.A. Confidential do Kim Basinger đóng được gói gọn bằng dáng dấp khiêu vũ hiện đại và đáng mong chờ."
Spears đưa "3" vào tiết mục thứ ba trong chương trình lưu diễn Las Vegas, Britney: Piece of Me. Sau khi trò chuyện một chút với khán giả, nữ ca sĩ bắt đầu biểu diễn, bước lên cái lồng hình tam giác và được các vũ công đẩy bánh xe dọc sân khấu đến khi thanh xà ngang được thả xuống từ không trung. Sau đó, Spears thực hiện vũ đạo giống như video âm nhạc của bài hát. Cộng tác viên Keith Caulfield của Billboard cảm thấy tiết mục "đóng vai trò làm phòng tập thể dục địa hình quyến rũ nhất ở Vegas, bởi chính Spears và các vũ công của cô ấy đang nhấp nhô thân hình quanh cột xà". Thành viên Sunny từ nhóm nhạc nữ Hàn Quốc Girls' Generation hát lại ca khúc trong chuyến lưu diễn Girls' Generation Tour (2011–2012). Phiên bản cover "3" của Sunny trong phòng thu được phát hành online, còn phiên bản biểu diễn trực tiếp thì được đưa vào album lưu diễn.

## Danh sách bài hát
| - Tải kỹ thuật số 1. "3" – 3:33 - Tải kỹ thuật số/CD 1. "3" – 3:33 2. "3" (bản không lời) – 3:33 - Đĩa đơn từ The Singles Collection (bản Deluxe) 1. "3" – 3:33 2. "3" (Groove Police Club Mix) – 7:08 - EP kỹ thuật số quốc tế 1 1. "3" – 3:33 2. "3" (The Knocks Extended Remix) – 5:47 3. "3" (DiscoTech Remix Club Edit) – 4:23 4. "3" (Tonal Club Remix) – 5:04 5. "3" (Trypsin Club Mix) – 7:45 | - EP kỹ thuật số quốc tế 2– The Remixes 1. "3" – 3:33 2. "3" (bản không lời) – 3:33 3. "3" (Wolfgang Gartner Extended Club Mix) – 6:35 4. "3" (Groove Police Club Mix) – 7:09 5. "3" (Manhattan Clique Remix Radio) – 3:36 - Nhật Bản – EP CD tăng cường 1. "3" – 3:33 2. "3" (bản không lời) – 3:33 3. "3" (Groove Police Mixshow) – 7:08 4. "3" (Groove Police Radio Edit) – 3:57 5. "3" (video cải thiện chất lượng) – 3:36 |

## Đội ngũ sản xuất
Thông tin phần ghi công được lấy từ phần ghi chú của The Singles Collection:
| - Britney Spears – hát chính và hát bè - Max Martin – sáng tác, sản xuất, thu âm, keyboard - Shellback – sáng tác, sản xuất, thu âm, keyboard, guitar - Tiffany Amber – sáng tác | - Serban Ghenea – trộn nhạc - Tim Roberts – hỗ trợ kỹ thuật - John Hanes – chỉnh sửa giọng hát |

## Bảng xếp hạng
| Bảng xếp hạng (2009–2010)            | Vị trí cao nhất |
| ------------------------------------ | --------------- |
| Úc (ARIA)                            | 6               |
| Áo (Ö3 Austria Top 40)               | 17              |
| Bỉ (Ultratop 50 Flanders)            | 13              |
| Bỉ (Ultratop 50 Wallonia)            | 8               |
| Canada (Canadian Hot 100)            | 1               |
| Canada CHR/Top 40 (Billboard)        | 2               |
| Canada Hot AC (Billboard)            | 12              |
| CIS (Tophit)                         | 37              |
| Cộng hòa Séc (Rádio Top 100)         | 10              |
| Đan Mạch (Tracklisten)               | 15              |
| El Salvador (EFE)                    | 9               |
| Euro Digital Songs (Billboard)       | 3               |
| European Hot 100 Singles (Billboard) | 14              |
| European Radio Top 50 (Billboard)    | 10              |
| Phần Lan (Suomen virallinen lista)   | 5               |
| Pháp Download (SNEP)                 | 10              |
| Đức (GfK)                            | 18              |
| Global Dance Tracks (Billboard)      | 9               |
| Hungary (Rádiós Top 40)              | 12              |
| Ireland (IRMA)                       | 7               |
| Israel (Media Forest)                | 8               |
| Hà Lan (Dutch Top 40 Tipparade)      | 2               |
| Hà Lan (Single Top 100)              | 57              |
| New Zealand (Recorded Music NZ)      | 12              |
| Na Uy (VG-lista)                     | 10              |
| Romania TV Airplay (Media Forest)    | 20              |
| Nga Airplay (TopHit)                 | 56              |
| Scotland (OCC)                       | 7               |
| Slovakia (Rádio Top 100)             | 23              |
| Hàn Quốc (Circle)                    | 19              |
| Hàn Quốc hải ngoại (Circle)          | 2               |
| Tây Ban Nha (PROMUSICAE)             | 38              |
| Thụy Điển (Sverigetopplistan)        | 2               |
| Thụy Sĩ (Schweizer Hitparade)        | 8               |
| Ukraina Airplay (TopHit)             | 18              |
| Anh Quốc (OCC)                       | 7               |
| Hoa Kỳ Billboard Hot 100             | 1               |
| Hoa Kỳ Dance Club Songs (Billboard)  | 16              |
| Hoa Kỳ Pop Airplay (Billboard)       | 2               |
| Hoa Kỳ Rhythmic (Billboard)          | 25              |

| Bảng xếp hạng (2009)          | Vị trí |
| ----------------------------- | ------ |
| Úc (ARIA)                     | 59     |
| Bỉ (Ultratop 50 Wallonia)     | 94     |
| Canada (Canadian Hot 100)     | 71     |
| Hungary (Rádiós Top 40)       | 86     |
| Lebanon (NRJ)                 | 40     |
| Thụy Điển (Sverigetopplistan) | 51     |
| Anh Quốc (OCC)                | 139    |
| Hoa Kỳ Billboard Hot 100      | 87     |

| Bảng xếp hạng (2010)                 | Vị trí |
| ------------------------------------ | ------ |
| Canada (Canadian Hot 100)            | 65     |
| Hoa Kỳ Billboard Hot 100             | 69     |
| Hoa Kỳ Mainstream Top 40 (Billboard) | 39     |

## Chứng nhận
| Quốc gia | Chứng nhận  | Số đơn vị/doanh số chứng nhận |
| --- | ----------- | ----------------------------- |
| Úc (ARIA) | Bạch kim    | 70.000^                       |
| Canada (Music Canada) | 2× Bạch kim | 80.000*                       |
| Nhật Bản (RIAJ) | Vàng        | 100.000*                      |
| New Zealand (RMNZ) | Vàng        | 7.500*                        |
| Hàn Quốc | —           | 506.954                       |
| Anh Quốc (BPI) | Bạc         | 200.000‡                      |
| Hoa Kỳ (RIAA) | 3× Bạch kim | 3.000.000‡                    |
| * Chứng nhận dựa theo doanh số tiêu thụ. ^ Chứng nhận dựa theo doanh số nhập hàng. ‡ Chứng nhận dựa theo doanh số tiêu thụ và phát trực tuyến. |             |                               |

## Lịch sử phát hành
| Khu vực  | Ngày phát hành       | Định dạng                    | Hãng đĩa | Nguồn   |
| -------- | -------------------- | ---------------------------- | -------- | ------- |
| Nhiều    | 29 tháng 9 năm 2009  | Phát trực tuyến              | Jive     | [ 105 ] |
| Pháp     | 2 tháng 10 năm 2009  | Tải kỹ thuật số              | Sony     | [ 106 ] |
| Anh Quốc | 2 tháng 10 năm 2009  | Tải kỹ thuật số              | RCA      | [ 107 ] |
| Hoa Kỳ   | 5 tháng 10 năm 2009  | Đài phát thanh hit đương đại | Jive     | [ 108 ] |
| Đức      | 23 tháng 10 năm 2009 | Tải kỹ thuật số              | Sony     | [ 109 ] |
| Úc       | 2 tháng 11 năm 2009  | CD                           | Sony     | [ 110 ] |
| Đức      | 13 tháng 11 năm 2009 | CD                           | Sony     | [ 48 ]  |